# Henryk Sienkiewicz

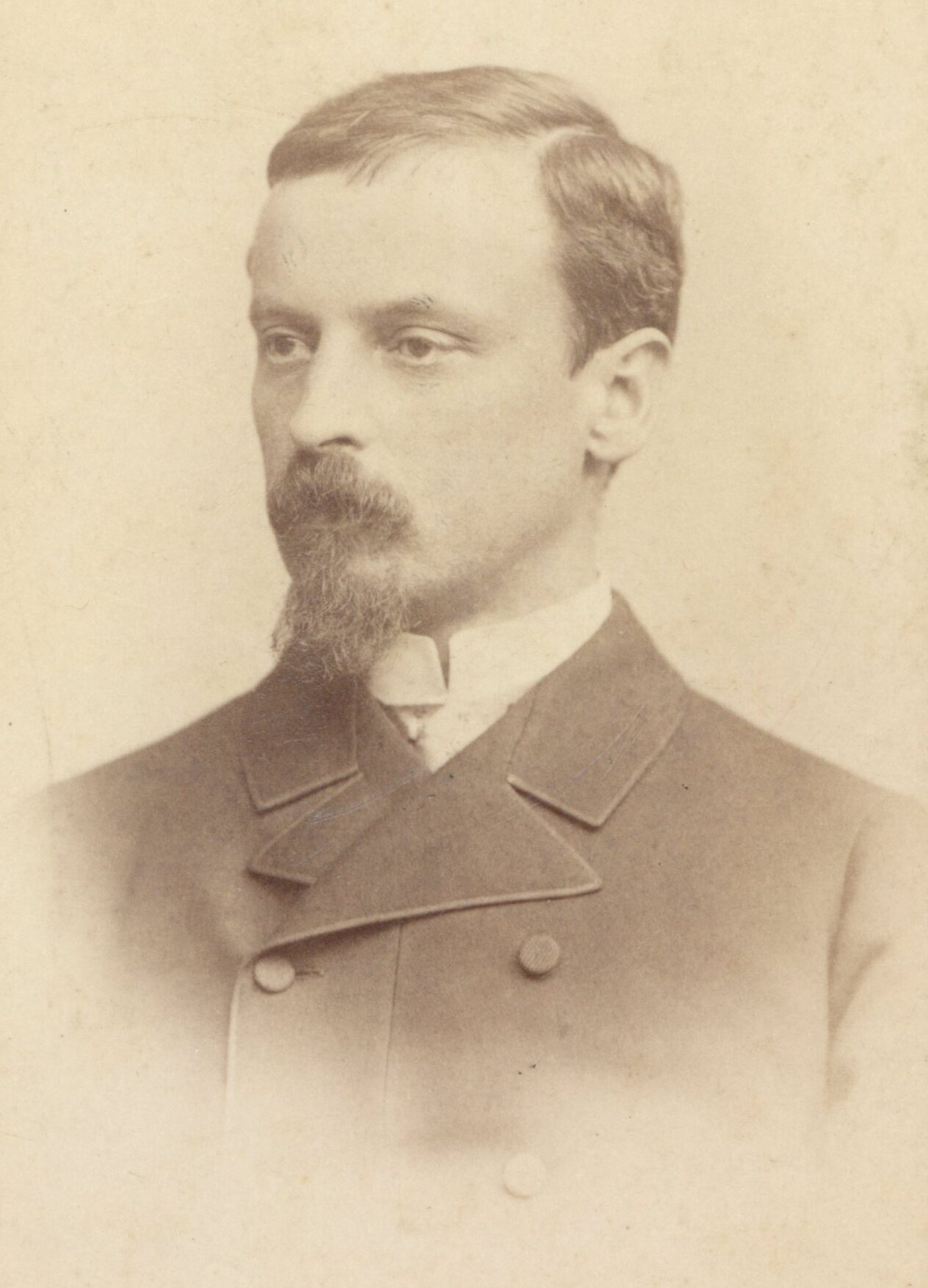
Henryk Sienkiewicz

Henryk Adam Aleksander Pius Sienkiewicz [ɕɛnˈkʲevʲit͡ʂ], Pseudonym: Litwos, (* 5. Mai 1846 in Wola Okrzejska, Woiwodschaft Lublin, Kongresspolen; † 15. November 1916 in Vevey, Schweiz) war ein polnischer Schriftsteller und Träger des Nobelpreises für Literatur.

## Herkunft und Familie
Sienkiewicz wurde im zum Russischen Kaiserreich gehörigen Teil Polens in der heutigen Landgemeinde Krzywda des Powiat Łukowski geboren, als ältestes von fünf Kindern des einfachen Landadeligen Józef Sienkiewicz (1813–1896) und der ebenfalls dem polnischen Adel entstammenden Stefania Cieciszowska († 1873). Über seine Ur-Urgroßmutter mütterlicherseits, Constance Jauch (1722–1802), ist Sienkiewicz in eine auch in anderen Zweigen literarisch bedeutsame Verwandtschaft eingebunden: Seine Cousine zweiten Grades war die polnische Dichterin der Romantik Jadwiga Łuszczewska (1834–1908), sein entfernterer Onkel war der für die Literatur der Romantik in Polen bedeutsame Historiker und Freiheitskämpfer Joachim Lelewel (ursprünglich Lölhöffel von Löwensprung, 1786–1861), sein Neffe der im KZ Sachsenhausen getötete Professor für Literaturgeschichte Ignacy Chrzanowski (1866–1940).

Maria Babska

Sienkiewicz war dreimal verheiratet, 1881 mit Maria Szetkiewicz († 1885) und 1893 mit Maria Romanowska, die ihn bereits nach zwei Monaten wieder verließ (geschieden 1895, Ehe annulliert 1896). 1903 heiratete er Maria Babska, seine Nichte zweiten Grades, der er bereits 1888 erstmals die Ehe versprochen hatte und die zwischenzeitlich in ein Kloster eingetreten war, es aber für ihn wieder verließ. Er hatte zwei Kinder aus erster Ehe, Henryk Józef und Jadwiga Sienkiewicz. Seine Tochter war mit dem Obersten Tadeusz Korniłowicz (1880–1940) verheiratet, der vom sowjetischen Geheimdienst in Katyn ermordet wurde.

## Schriftstellerisches Wirken
Sienkiewiczs Kindheit war geprägt von der Tradition und Eingebundenheit in das Landleben, aber auch vom Patriotismus seines Vaters, der sich am Kampf für die polnische Unabhängigkeit beteiligt hatte. Später siedelte die Familie nach Warschau um, wo der junge Sienkiewicz die Schule besuchte und an der Universität Geschichte und Literatur studierte. Seinen Lebensunterhalt verdiente er sich zunächst als Hauslehrer.
Von 1872 an veröffentlichte er kurze satirische Texte und schrieb Feuilletons für die Zeitung Gazeta Polska. 1876 unternahm er eine längere Reise in die USA, von der er der Gazeta Polska Schilderungen schicken sollte. Diese Listy z podróży do Ameryki (Briefe von der Reise nach Amerika) erfreuten sich großer Beliebtheit. Längere Zeit hielt er sich bei der zur gleichen Zeit nach Kalifornien emigrierten Schauspielerin Helena Modrzejewska auf. Diesen Rhythmus des Reisens, Schreibens und wieder Reisens behielt er sein ganzes Leben bei. Meist reiste er innerhalb Europas, 1891 jedoch bereiste er Afrika, das zum Schauplatz seines Jugendromans Durch Wüste und Wildnis wurde.
Sienkiewiczs Frühwerk wird literarisch dem Polnischen Positivismus zugerechnet, von dem er sich aber spätestens löste, als er sich mit dem ab Mai 1883 als Fortsetzungsroman erschienenen Ogniem i mieczem (Mit Feuer und Schwert) dem historischen Roman zuwandte. Dieser Roman, Teil einer Trilogie, der Ereignisse aus der polnischen Geschichte des 17. Jahrhunderts thematisierte, begründete Sienkiewiczs Ruhm innerhalb der polnischen Literatur.

Büste Henryk Sienkiewicz’ in der Kirche Domine Quo Vadis? an der Via Appia Antica in Rom

Weltweit berühmt wurde Sienkiewicz in der Folge vor allem mit dem historischen Roman Quo Vadis von 1896, der die Christenverfolgung unter dem römischen Kaiser Nero thematisiert. Der Roman erschien 1898 auf Deutsch. Bekannt ist einem breiten Publikum Mervyn LeRoys gleichnamige Verfilmung von 1951 mit Peter Ustinov als Nero. Eine Neuverfilmung des Regie-Altmeisters Jerzy Kawalerowicz aus dem Jahr 2001 versuchte, stärker den polnischen Charakter des Stoffes zu betonen.
1896 wurde er korrespondierendes und 1914 Ehrenmitglied der Russischen Akademie der Wissenschaften in St. Petersburg.
Im Jahre 1900 erhielt Henryk Sienkiewicz das Gut Oblęgorek als Nationalgeschenk. Im gleichen Jahr wurde er von Kaiser Franz Joseph I. mit dem Ehrenzeichen für Kunst und Wissenschaft ausgezeichnet.
Sienkiewicz erhielt 1905 „auf Grund seiner großartigen Verdienste als epischer Schriftsteller“ den Nobelpreis für Literatur.
Sienkiewicz, der nach Beginn des Ersten Weltkrieges nach Vevey, Kanton Waadtland, Schweiz, ausgereist war und dort 1916 verstarb, ist in der Krypta der Warschauer Johanneskathedrale beigesetzt, wohin er 1924 umgebettet wurde.

## Sonstiges Wirken
1900 erhielt er von der ihn verehrenden polnischen Nation das Landhaus in Oblęgorek geschenkt, das heute das bedeutendste Sienkiewicz-Museum beherbergt. Aus seinem Exil in Vevey in der Schweiz organisierte er (unter Mitwirkung von Antoni Osuchowski und Ignacy Jan Paderewski) das Schweizerische Generalkomitee für die Hilfe für Kriegsopfer in Polen. Er war Gründer der Stiftung für das Adam-Mickiewicz-Denkmal in Warschau, Mitorganisator der Mianowski-Kasse sowie Präsident der Warschauer Vorsichtskasse für Schriftsteller und Journalisten (1899–1900). Mehrmals unterstützte er mit seiner Autorität patriotische Einsätze. Er protestierte gegen Verfolgung polnischer Kinder in Września, in der Revolutionszeit 1905 verlangte er in Aufrufen und Artikeln Autonomie für das Polnische Königreich. Er war Anhänger der Nationalen Demokratie. 1889 stiftete er das Maria-Sienkiewicz-Stipendium.

## Werke
Novellen und Erzählungen

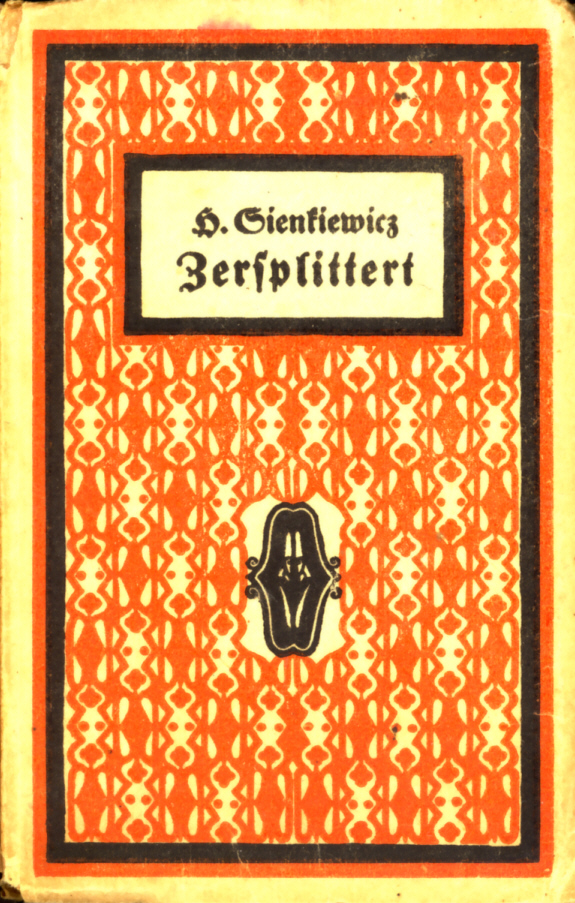
Zersplittert: Deutsche Ausgabe von Na marne, Leipzig 1918

- Na marne (Zersplittert, Novelle 1872)
- Humoreski z teki Worszyły (Die Komödie der Irrungen, Novelle 1872, enthalten in Ums liebe Brot und 10 andere Novellen  1901)
- Stary sługa (Novelle 1875)
- Hania (Die schöne Hania, Novelle 1876, enthalten in Ums liebe Brot und 10 andere Novellen 1901)
- Selim Mirza (Novelle 1877)
- Szkice węglem (Kohlenstiftzeichnungen. Novelle 1877)
- Janko Muzykant (Janko der Musikant, Novelle 1879, enthalten in Ums liebe Brot und 10 andere Novellen  1901)
- Z pamiętnika poznańskiego nauczyciela (Aus dem Tagebuch eines Posener Lehrers. Novelle 1879)
- Niewola tatarska (Tartarische Gefangenschaft, Novelle, 1880, enthalten in Ums liebe Brot und 10 andere Novellen  1901)
- Orso (Orso, Novelle, 1880, enthalten in Ums liebe Brot und 10 andere Novellen  1901)
- Nowele amerykańskie (Amerikanische Erzählungen)
  - Za chlebem (Ums liebe Brot. 1880, enthalten in Ums liebe Brot und 10 andere Novellen  1901)
  - Latarnik (Der Leuchtturmwärter. 1882, enthalten in Ums liebe Brot und 10 andere Novellen  1901)
- Bartek Zwycięzca (Sieger Bartek. Kurzroman 1882)
- Jamioł (Novelle, 1882)
- Sachem (Novelle, 1889)
- Wspomnienie z Maripozy (Novelle, 1889)

Romane
- Die Trilogie (verfilmt von Jerzy Hoffman), bestehend aus:
  - Ogniem i mieczem (Mit Feuer und Schwert 1884), thematisiert den Chmelnyzkyj-Aufstand
  - Potop (Die Sintflut 1886), thematisiert den Zweiten Nordischen Krieg
  - Pan Wołodyjowski (Herr Wołodyjowski, der kleine Ritter 1888), thematisiert den Osmanisch-Polnischen Krieg 1672–1676 (siehe: Islam in Polen, Litauen und Belarus, Michał Korybut Wiśnowiecki und Jerzy Wołodyjowski)
- Bez dogmatu (Ohne Dogma. 1891)
- Rodzina Połanieckich (Familie Połaniecki. 1894)
- Quo Vadis (Quo vadis. Roman aus der Zeit Neros. 1896)
- Krzyżacy (Die Kreuzritter), thematisiert den Deutschen Orden und die Schlacht bei Tannenberg, ISBN 3-89996-056-4.
- Na polu chwały (Auf dem Feld der Ehre, Berlin : Verlag von Otto Janke, [1910])
- Wiry (Wirren. Aus dem Polnischen von Karin Wolff, 1910)
- W pustyni i w puszczy (Durch Wüste und Wildnis/Durch Urwald und Wildnis 1912)

Nicht-Fiktionales
- Listy z podróży do Ameryki (Briefe aus Amerika, 1878)

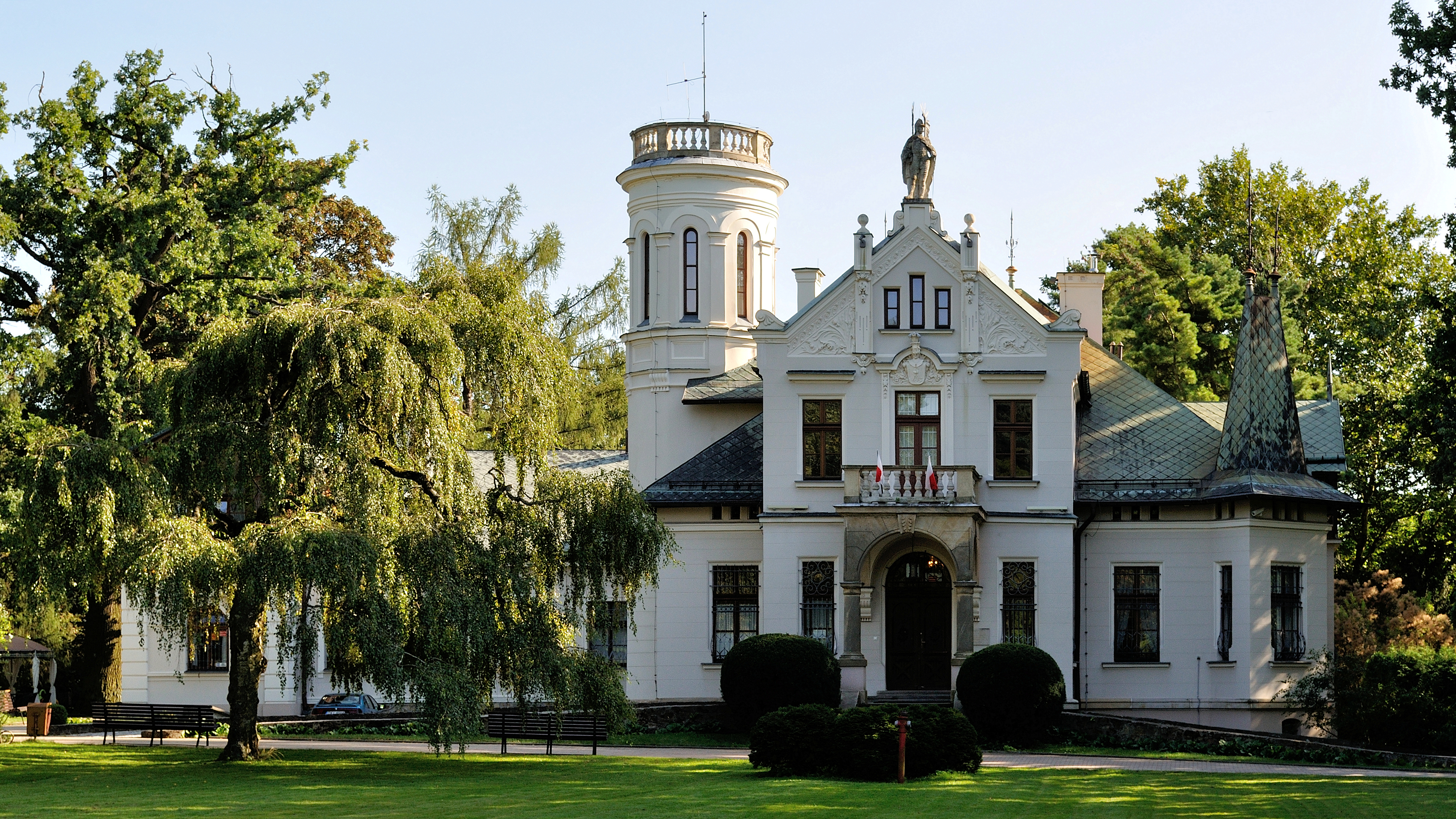
Sienkiewicz’ Haus, heute Sienkiewicz-Museum, in Oblęgorek, Powiat Kielecki, 18 km nordwestlich von Kielce

## Verfilmungen
- 1951: Quo Vadis? – Regie: Mervyn LeRoy
- 1960: Die Kreuzritter (Krzyżacy) – Regie: Aleksander Ford nach einem Drehbuch von Jerzy Stefan Stawiński
- 1961: Ritt in die Freiheit (Col ferro e col fuoco) – basiert auf Ogniem i mieczem – Regie: Fernando Cerchio
- 1968: Leben, Liebe und Tod des Obersten Wolodyjowski (Pan Wołodyjowski) – Regie: Jerzy Hoffman
- 1973: Durch Wüste und Dschungel (W pustyni i w puszczy) – Regie: Władysław Ślesicki
- 1974: Sintflut (Potop) – Regie: Jerzy Hoffman
- 1985: Quo Vadis? – Regie: Franco Rossi
- 1999: Mit Feuer und Schwert (Ogniem i mieczem) – Regie: Jerzy Hoffman
- 2001: Quo vadis? – Regie: Jerzy Kawalerowicz
- 2001: Durch Wüste und Wildnis (W pustyni i w puszczy) – Regie: Gavin Hood

## Henryk Sienkiewicz – seine Rezeption in Deutschland
Fast alle Werke von Henryk Sienkiewicz wurden ins Deutsche übersetzt. Die ersten Übersetzungen der Erzählungen von Sienkiewicz fallen auf das Jahr 1880.
1901–1902 erschienen in der Reclams Universalbibliothek in Leipzig 10 Bände mit historischen Romanen des polnischen Autors: 
Bd. 1, 2: Die Kreuzritter (Krzyżacy), Bd. 3, 4: Mit Feuer und Schwert (Ogniem i mieczem), Bd. 5: Der kleine Ritter (Pan Wołodyjowski), Bd. 6, 7, 8: Die Sturmflut (Potop), Bd. 9, 10: Quo vadis.
Nach dem Zweiten Weltkrieg erschienen zahlreiche Übersetzungen, u. zw. sowohl in der BRD als auch in der DDR. Eine Anregung zu Neuausgaben der Werke waren oft die Verfilmungen der einzelnen Romane. Die Neuausgaben von Quo vadis erschienen erst im Jahre 1956 (in der BRD) und 1984 (in der DDR). Die Sturmflut hatte seit 1886 elf verschiedene Ausgaben, es erschien in den 60. Jahren des 20. Jhs. in der BRD, nicht aber in der DDR. 1965 wurde die volle Fassung der Kreuzritter im Union Verlag publiziert. Manche Sienkiewicz-Werke wurden auch ins Sorbische übersetzt.
Am populärsten war in Deutschland der Roman  Quo vadis, das insgesamt 73 verschiedene Ausgaben erlebte. 80 % der befragten Leser kannten das Werk, aber nur 35,5 % wussten, dass es vom polnischen Autor geschrieben wurde.
In der Deutschen Bibliothek in Leipzig befinden sich Sienkiewicz-Übersetzungen ins Esperanto von 1925.
In den Jahren 1945 – 1984 erschienen insgesamt 365 Titel der polnischen Literatur in deutscher Übersetzung, ca. 10 % davon bilden die Übersetzungen der Werke von Stanisław Lem, ihm folgt Henryk Sienkiewicz mit 4,5 % aller Titel.

### Literarisches Wirken und Literatur
- Literatur von und über Henryk Sienkiewicz im Katalog der Deutschen Nationalbibliothek
- Werke von und über Henryk Sienkiewicz in der Deutschen Digitalen Bibliothek
- Werke von Henryk Sienkiewicz bei Open Library
- Informationen der Nobelstiftung zur Preisverleihung 1905 an Henryk Sienkiewicz (englisch)
- Werke von Henryk Sienkiewicz im Projekt Gutenberg-DE
- Werke von Henryk Sienkiewicz bei Zeno.org.
- Henryk Sienkiewicz im Internet Archive
- Manfred Orlik: Nationaldichter und Nobelpreisträger. Zum 100. Todestag von Henryk Sienkiewicz. literaturkritik.de, 14. November 2016
- Zeitungsartikel über Henryk Sienkiewicz in den Historischen Pressearchiven der ZBW

### Museen
- Abbildungen des Museums in Oblęgorek, Sienkiewicz’ ehemaligem Wohnhaus (Begleittext in englischer Sprache)
- Sienkiewicz'-Geburtshaus, heute Sienkiewicz-Museum in Wola Okrzejska
- Henryk-Sienkiewicz-Literaturmuseum in Poznań

### Genealogie
- Stammtafel Cieciszowski = Versippung Henryk Sienkiewiczs (PDF; 36 kB)
- Ahnenliste Henryk Sienkiewicz
- Genealogie Henryk Sienkiewicz auf SejmWielki.pl (polnisch)